# Preßnitz
Preßnitz (tyska) eller Přísečnice (tjeckiska) är ett vattendrag i nordvästra Tjeckien och östra Tyskland.